# Chapelle Saint-Jean-Baptiste-et-Sainte-Catherine de Versenat
La chapelle de Versenat, dite chapelle « de Saint Jean-Baptiste et Sainte Catherine », est une petite église datant de 1823. Construite dans le département de l'Isère, elle appartient à la commune de Susville.

## Historique
Deux époux, Jean-Baptiste et Catherine Gras, à l’origine de sa construction, ont dédié cette chapelle à Sainte Catherine et Saint Jean Baptiste. Il s’agit de la chapelle la plus ancienne de Susville.
Cette chapelle est actuellement la propriété des frères Galvin, héritiers des époux Gras. Une histoire se rattache à cette chapelle en lien avec sainte Thérèse : une certaine famille « S » raconte qu’un beau jour, un des plus jeunes enfants de la famille aurait tendu à sa mère un pétale de rose sorti de nulle part, puis un deuxième sans aucune explication. C’est ainsi que cette famille imagina que cet événement venait directement de sainte Thérèse qui aurait dit de son vivant qu’elle voulait « passer son ciel à faire du bien sur terre et qu’elle ferait pleuvoir une pluie de pétales de roses ». C’est ainsi que les parents achetèrent une statue de sainte Thérèse et la placèrent dans cette petite église.

## Description
Cette chapelle est située dans le hameau de Versenat. Située sur le bord de la route, elle est séparée de celle-ci grâce à un long muret  qui prolonge son mur nord. Elle trouve son originalité dans son toit qui n’a que deux petites travées qui ouvrent sur l’extérieur par une grande porte et une fenêtre qui se trouve sur le mur au sud. Elle est dotée d’une petite cloche sur laquelle est gravée « 1823 » soit la date de sa construction.